# Discografia di Elvis Presley
La discografia di Elvis Presley inizia il 19 luglio 1954, con la pubblicazione del suo primo singolo ufficiale, e termina nel febbraio 1978. L'ultimo album di Presley, Elvis in Concert, e i due ultimi singoli My Way e Unchained Melody, anche se pubblicati postumi dopo la sua morte, vengono considerati parte integrante della sua discografia "in vita" poiché tutti progetti approvati dallo stesso Elvis. Tutte le altre numerose pubblicazioni postume (raccolte, greatest hits, ristampe, box set, ecc.) sono prese in esame nella sezione relativa alla discografia postuma. Senza includere le varie ristampe e nuove versioni di album datati, durante il periodo 1954-1978 Presley pubblicò 102 singoli, 30 singoli EP, 70 album per la RCA Records, 4 album per l'etichetta a basso budget della Pickwick, e 5 singoli per la Sun Records.

## Album in studio
| 1956                                                                              | Elvis Presley                                    | —  | 1  | 1  | Platinum          |
| 1956                                                                              | Elvis                                            | —  | 1  | 3  | Platinum          |
| 1957                                                                              | Loving You                                       |    |    |    |                   |
| 1957                                                                              | Elvis' Christmas Album                           | —  | 1  | 2  | 3× Multi-Platinum |
| 1958                                                                              | King Creole                                      |    | 2  |    | Gold              |
| 1960                                                                              | Elvis Is Back!                                   | —  | 2  | 1  | Gold              |
| 1960                                                                              | G.I. Blues                                       |    |    |    |                   |
| 1960                                                                              | His Hand in Mine                                 | 7  | 13 | 3  | Platinum          |
| 1961                                                                              | Something for Everybody                          | —  | 1  | 2  | Gold              |
| 1961                                                                              | Blue Hawaii                                      |    | 1  |    | 3× Multi Platinum |
| 1962                                                                              | Pot Luck with Elvis                              | —  | 4  | 1  | —                 |
| 1962                                                                              | Girls! Girls! Girls!                             |    |    |    |                   |
| 1963                                                                              | It Happened at the World's Fair                  |    |    |    |                   |
| 1963                                                                              | Fun in Acapulco                                  |    |    |    |                   |
| 1964                                                                              | Kissin' Cousins                                  |    |    |    |                   |
| 1964                                                                              | Roustabout                                       |    | 1  |    |                   |
| 1965                                                                              | Girl Happy                                       |    |    |    |                   |
| 1965                                                                              | Elvis for Everyone!                              |    |    |    |                   |
| 1965                                                                              | Harum Scarum                                     |    |    |    |                   |
| 1966                                                                              | Frankie and Johnny                               |    |    |    |                   |
| 1966                                                                              | Paradise, Hawaiian Style                         |    |    |    |                   |
| 1966                                                                              | Spinout                                          |    |    |    |                   |
| 1967                                                                              | How Great Thou Art                               | 7  | 18 | 11 | 3× Multi-Platinum |
| 1967                                                                              | Double Trouble                                   |    |    |    |                   |
| 1967                                                                              | Clambake                                         |    |    |    |                   |
| 1968                                                                              | Speedway                                         |    |    |    |                   |
| 1968                                                                              | Elvis                                            |    |    |    |                   |
| 1969                                                                              | From Elvis in Memphis                            | 2  | 13 | 1  | Gold              |
| 1969                                                                              | From Memphis to Vegas/From Vegas to Memphis      | 5  | 12 | 3  | Gold              |
| 1970                                                                              | That's the Way It Is                             |    |    |    |                   |
| 1971                                                                              | Elvis Country (I'm 10,000 Years Old)             | 6  | 12 | 6  | Gold              |
| 1971                                                                              | Love Letters from Elvis                          | 12 | 33 | 7  | —                 |
| 1971                                                                              | Elvis Sings the Wonderful World of Christmas     | _  | 13 | —  | 3× Multi-Platinum |
| 1972                                                                              | Elvis Now                                        | 45 | 43 | 12 | Gold              |
| 1972                                                                              | He Touched Me                                    | 32 | 79 | 38 | Platinum          |
| 1973                                                                              | Elvis ("Fool" album)                             | 8  | 52 | 16 | —                 |
| 1973                                                                              | Raised on Rock/For Ol' Times Sake                | —  | 50 | —  | —                 |
| 1974                                                                              | Good Times                                       | 5  | 90 | 42 | —                 |
| 1975                                                                              | Promised Land                                    | 1  | 47 | 21 | —                 |
| 1975                                                                              | Today                                            | 4  | 57 | 48 | —                 |
| 1976                                                                              | From Elvis Presley Boulevard, Memphis, Tennessee | 1  | 41 | 29 | Gold              |
| 1977                                                                              | Moody Blue                                       | 1  | 3  | 3  | 2× Multi-Platinum |
| Note: Memphis/Vegas doppio LP contenente la registrazione di un concerto di Elvis |                                                  |    |    |    |                   |

## Colonne Sonore
| Anno | Album                           | Posizione in classifica | Posizione in classifica | RIAA              |
| Anno | Album                           | USA                     | US                      | RIAA              |
| ---- | ------------------------------- | ----------------------- | ----------------------- | ----------------- |
| 1957 | Loving You                      | —                       | 1                       | Gold              |
| 1958 | King Creole                     | —                       | 2                       | Gold              |
| 1960 | G.I. Blues                      | —                       | 1                       | Platinum          |
| 1961 | Blue Hawaii                     | —                       | 1                       | 3× Multi-Platinum |
| 1962 | Girls! Girls! Girls!            | —                       | 3                       | Gold              |
| 1963 | It Happened at the World's Fair | —                       | 4                       | —                 |
| 1963 | Fun in Acapulco                 | —                       | 3                       | —                 |
| 1964 | Kissin' Cousins                 | —                       | 6                       | —                 |
| 1964 | Roustabout                      | —                       | 1                       | Gold              |
| 1964 | Viva Las Vegas                  | —                       | —                       | —                 |
| 1965 | Girl Happy                      | —                       | 8                       | Gold              |
| 1965 | Harum Scarum                    | —                       | 8                       | —                 |
| 1966 | Frankie and Johnny              | —                       | 20                      | —                 |
| 1966 | Paradise, Hawaiian Style        | —                       | 15                      | —                 |
| 1966 | Spinout                         | —                       | 18                      | —                 |
| 1967 | Double Trouble                  | —                       | 47                      | —                 |
| 1967 | Clambake                        | —                       | 40                      | —                 |
| 1968 | Speedway                        | —                       | 82                      | —                 |
| 1968 | Elvis (NBC-TV Special)          | —                       | 8                       | Platinum          |
| 1970 | That's the Way It Is            | 8                       | 21                      | Platinum          |

## Album dal vivo
| Anno | Album                                       | Posizione in classifica | Posizione in classifica | RIAA              |
| Anno | Album                                       | USA                     | US                      | RIAA              |
| ---- | ------------------------------------------- | ----------------------- | ----------------------- | ----------------- |
| 1970 | On Stage: February 1970                     | 13                      | 13                      | Platinum          |
| 1972 | Elvis: As Recorded at Madison Square Garden | 22                      | 11                      | 3× Multi-Platinum |
| 1973 | Aloha from Hawaii Via Satellite             | 1                       | 1                       | 5× Multi-Platinum |
| 1974 | Elvis: As Recorded Live on Stage in Memphis | 2                       | 33                      | Gold              |
| 1974 | Having Fun with Elvis on Stage              | 9                       | 130                     | —                 |
| 1977 | Elvis in Concert                            | 1                       | 5                       | 3× Multi-Platinum |

## Raccolte
| Anno | Album                                                              | Posizione in classifica | Posizione in classifica | RIAA              |
| Anno | Album                                                              | USA                     | US                      | RIAA              |
| ---- | ------------------------------------------------------------------ | ----------------------- | ----------------------- | ----------------- |
| 1958 | Elvis' Golden Records                                              | —                       | 3                       | 6× Multi-Platinum |
| 1959 | For LP Fans Only                                                   | —                       | 19                      | —                 |
| 1959 | A Date with Elvis                                                  | —                       | 32                      | —                 |
| 1959 | Elvis' Gold Records Volume 2: 50,000,000 Elvis Fans Can't Be Wrong | —                       | 31                      | Platinum          |
| 1963 | Elvis' Golden Records Volume 3                                     | —                       | 3                       | Platinum          |
| 1965 | Elvis for Everyone!                                                | —                       | 10                      | —                 |
| 1968 | Elvis' Gold Records Volume 4                                       | —                       | 33                      | Gold              |
| 1974 | Elvis: A Legendary Performer Volume 1                              | 1                       | 43                      | 2× Multi-Platinum |
| 1976 | Elvis: A Legendary Performer Volume 2                              | 9                       | 46                      | 2× Multi-Platinum |
| 1976 | The Sun Sessions                                                   | 2                       | 76                      | —                 |
| 1977 | Welcome to My World                                                | 4                       | 44                      | Platinum          |

### Linea Low-Budget
| Anno | Album                                                    | Posizione in classifica | Posizione in classifica | RIAA               |
| Anno | Album                                                    | USA                     | US                      | RIAA               |
| ---- | -------------------------------------------------------- | ----------------------- | ----------------------- | ------------------ |
| 1969 | Elvis Sings Flaming Star                                 | —                       | 96                      | Platinum           |
| 1970 | Let's Be Friends                                         | —                       | 105                     | Platinum           |
| 1970 | Worldwide 50 Gold Award Hits Vol. 1                      | 25                      | 45                      | 2× Multi-Platinum  |
| 1970 | Almost in Love                                           | —                       | 65                      | Platinum           |
| 1970 | Elvis' Christmas Album (ristampa)                        | —                       | —                       | 10× Multi-Platinum |
| 1971 | You'll Never Walk Alone                                  | —                       | 69                      | 3× Multi-Platinum  |
| 1971 | C'mon Everybody                                          | —                       | 70                      | Gold               |
| 1971 | The Other Sides - Elvis Worldwide Gold Award Hits Vol. 2 | —                       | 120                     | Gold               |
| 1971 | I Got Lucky                                              | —                       | 104                     | Platinum           |
| 1972 | Elvis Sings Hits from His Movies, Volume 1               | —                       | 87                      | Platinum           |
| 1972 | Burning Love and Hits from His Movies, Volume 2          | 10                      | 22                      | 2× Multi-Platinum  |
| 1973 | Separate Ways                                            | 12                      | 46                      | Platinum           |
| 1973 | Almost in Love (ristampa)                                | —                       | —                       | —                  |
| 1975 | Pure Gold                                                | 5                       | —                       | 2× Multi-Platinum  |
| 1975 | Double Dynamite                                          | —                       | —                       | Platinum           |
| 1976 | Frankie and Johnny (ristampa)                            | —                       | —                       | Platinum           |

### Box set
| 1980                                               | Elvis Aron Presley                                    | 8  | 27  | Platinum          |
| 1984                                               | A Golden Celebration                                  | 55 | 80  | —                 |
| 1992                                               | The King of Rock 'n' Roll: The Complete 50's Masters  | —  | 159 | 2× Multi-Platinum |
| 1993                                               | From Nashville to Memphis: The Essential 60's Masters | —  | —   | Platinum          |
| 1995                                               | Walk a Mile in My Shoes: The Essential 70's Masters   | —  | —   | Gold              |
| 1997                                               | Platinum: A Life in Music                             | —  | 80  | Gold              |
| 1999                                               | Artist of the Century                                 | —  | 163 | Gold              |
| 2000                                               | Peace in the Valley: The Complete Gospel Recordings   | —  | —   | Gold              |
| 2001                                               | Live In Las Vegas                                     | —  | —   | —                 |
| 2002                                               | Today Tomorrow and Forever                            | 21 | 180 | —                 |
| 2003                                               | Elvis: Close Up                                       | 41 | —   | —                 |
| 2005                                               | Elvis 18 UK Number 1's                                | —  | —   | —                 |
| 2007                                               | Elvis The King                                        | —  | —   | —                 |
| 2008                                               | The Complete '68 Comeback Special                     | —  | —   | —                 |
| 2009                                               | Elvis 75 - Good Rockin' Tonight                       | —  | —   | —                 |
| 2010                                               | The Complete Elvis Presley Masters                    | —  | —   | —                 |
| 2011                                               | Young Man with the Big Beat                           | 72 | —   | —                 |
| 2012                                               | Prince from Another Planet                            | —  | 187 | —                 |
| 2013                                               | Elvis at Stax                                         | —  | —   | —                 |
| 2018                                               | '68 Comeback Special – 50th Anniversary Edition       | —  | —   | —                 |
| 2019                                               | Live 1969                                             | —  | —   | —                 |
| 2020                                               | From Elvis in Nashville                               | —  | —   | —                 |
| 2021                                               | Elvis Back in Nashville                               | —  | —   | —                 |
| "—" denota pubblicazioni non entrate in classifica |                                                       |    |     |                   |

### Compilation postume
| 1978 | He Walks Beside Me                                  | 6   | 113 | Gold              |
| 1978 | Mahalo from Elvis                                   | —   | —   | Gold              |
| 1978 | Elvis: A Canadian Tribute                           | 7   | 86  | —                 |
| 1978 | Elvis Sings For Children and Grownups Too           | 5   | 130 | Gold              |
| 1979 | Our Memories of Elvis                               | 6   | 132 | Gold              |
| 1979 | Our Memories of Elvis Volume 2                      | 12  | 157 | —                 |
| 1979 | Elvis: A Legendary Performer Volume 3               | 10  | 113 | Gold              |
| 1981 | Guitar Man (remix)                                  | 6   | 49  | —                 |
| 1981 | This Is Elvis                                       | —   | 115 | Gold              |
| 1981 | Greatest Hits Volume 1                              | 47  | 142 | Platinum          |
| 1982 | The Elvis Medley                                    | 29  | 133 | —                 |
| 1982 | Memories of Christmas                               | 48  | —   | Gold              |
| 1983 | I Was the One                                       | 35  | 183 | —                 |
| 1983 | Elvis: A Legendary Performer Volume 4               | —   | —   | —                 |
| 1984 | Elvis: The First Live Recordings                    | —   | 163 | —                 |
| 1984 | Elvis: The Hillbilly Cat                            | —   | —   | —                 |
| 1984 | Elvis' Gold Records Volume 5                        | —   | —   | Gold              |
| 1985 | A Valentine Gift for You                            | —   | —   | —                 |
| 1985 | Reconsider Baby                                     | —   | —   | —                 |
| 1987 | The Number One Hits                                 | —   | 143 | 3× Multi-Platinum |
| 1987 | The Top Ten Hits                                    | —   | 117 | 4× Multi-Platinum |
| 1987 | The Complete Sun Sessions                           | —   | —   | Gold              |
| 1987 | Love Me Tender                                      | —   | —   | Gold              |
| 1988 | Essential Elvis                                     | —   | —   | —                 |
| 1988 | Elvis in Nashville                                  | —   | —   | —                 |
| 1989 | Elvis Presley Stereo '57 (Essential Elvis Vol. 2)   | —   | —   | —                 |
| 1990 | The Great Performances                              | —   | —   | Gold              |
| 1991 | Hits Like Never Before (Essential Elvis Vol. 3)     | —   | —   | —                 |
| 1991 | Elvis Presley Sings Leiber & Stoller                | —   | —   | —                 |
| 1991 | Collector's Gold                                    | —   | —   | —                 |
| 1991 | —                                                   | —   | —   |                   |
| 1992 | Blue Christmas                                      | —   | —   | Platinum          |
| 1994 | If Everyday Was Like Christmas                      | —   | —   | Platinum          |
| 1994 | Amazing Grace: His Greatest Sacred Performances     | —   | —   | 2× Multi-Platinum |
| 1995 | Heart and Soul                                      | 61  | —   | Platinum          |
| 1995 | Command Performances: The Essential 60's Masters II | —   | —   | —                 |
| 1996 | Elvis 56                                            | —   | —   | —                 |
| 1996 | Heartbreak Hotel (CD single)                        | —   | —   | —                 |
| 1996 | A Hundred Years from Now (Essential Elvis Vol. 4)   | —   | —   | —                 |
| 1996 | Great Country Songs                                 | 73  | —   | —                 |
| 1997 | An Afternoon in the Garden                          | —   | —   | Gold              |
| 1997 | Greatest Jukebox Hits                               | 75  | —   | Gold              |
| 1998 | Love Songs                                          | —   | —   | —                 |
| 1998 | Rhythm and Country (Essential Elvis Vol. 5)         | 57  | —   | —                 |
| 1998 | Tiger Man                                           | —   | —   | —                 |
| 1998 | Memories The '68 Comeback Special                   | —   | —   | —                 |
| 1999 | Sunrise                                             | —   | —   | —                 |
| 1999 | Suspicious Minds                                    | —   | —   | —                 |
| 1999 | Tomorrow Is a Long Time                             | —   | —   | —                 |
| 1999 | Burning Love                                        | —   | —   | —                 |
| 1999 | It's Christmas Time                                 | —   | 123 | 4× Multi-Platinum |
| 2000 | Such a Night (Essential Elvis Vol. 6)               | —   | —   | —                 |
| 2000 | That's the Way It Is (Special Edition)              | —   | —   | —                 |
| 2000 | The Elvis Presley Collection - Country              | 19  | 159 | —                 |
| 2000 | White Christmas                                     | —   | —   | Gold              |
| 2001 | Country Side of Elvis                               | 51  | —   | —                 |
| 2002 | ELV1S                                               | 1   | 1   | 6× Multi-Platinum |
| 2003 | 2nd to None                                         | —   | 3   | Platinum          |
| 2003 | Christmas Peace                                     | 30  | 175 | Gold              |
| 2004 | Ultimate Gospel                                     | 30  | —   | Gold              |
| 2004 | Elvis at Sun                                        | 37  | —   | —                 |
| 2005 | Love, Elvis                                         | —   | 120 | —                 |
| 2005 | Elvis by the Presleys                               | —   | 15  | —                 |
| 2005 | Hitstory                                            | 47  | —   | Platinum          |
| 2006 | #1 Singles                                          | 62  | —   | —                 |
| 2006 | The Complete Million Dollar Quartet                 | —   | —   | —                 |
| 2006 | Elvis Christmas                                     | 14  | 69  | Gold              |
| 2007 | The Essential Elvis Presley                         | —   | 72  | Platinum          |
| 2007 | Elvis: Viva Las Vegas                               | —   | 54  | —                 |
| 2007 | Home for the Holidays                               | —   | 81  | —                 |
| 2007 | The Very Best of Love                               | —   | 181 | Gold              |
| 2008 | Playlist: The Very Best of Elvis Presley            | —   | 188 | —                 |
| 2008 | Christmas Duets                                     | 3   | 17  | Gold              |
| 2008 | Collector's Edition: Elvis Inspirational Memories   | 51  | —   | —                 |
| 2009 | I Believe: The Gospel Masters                       | 54  | —   | —                 |
| 2009 | The UK. Sun Sessions                                | —   | —   | —                 |
| 2009 | Elvis: Love Me Tender - The Love Songs              | —   | —   | —                 |
| 2010 | Elvis: Best of Love                                 | —   | 139 | —                 |
| 2010 | Playlist: The Very Best Gospel of Elvis Presley     | —   | —   | —                 |
| 2010 | 50 Australian Top Ten Hits 1956-1977                | —   | —   | —                 |
| 2012 | Uncovered                                           | 193 | —   | —                 |
| 2012 | I Am an Elvis Fan                                   | 137 | 27  | —                 |
| 2012 | The Classic Christmas Album                         | 28  | 5   | —                 |
| 2012 | The King                                            | —   | —   | —                 |
| 2015 | Elvis Forever                                       | —   | —   | —                 |
| 2015 | Elvis: Ultimate Christmas                           | —   | —   | —                 |
| 2016 | I'm Leavin'                                         | —   | —   | —                 |
| 2016 | Way Down in the Jungle Room                         | 79  | 6   | —                 |
| Note: Il Lato 2 di Mahalo from Elvis contiene dei brani estratti dai film interpretati dallo stesso Elvis |                                                     |     |     |                   |

## Extended Play
| Anno | Album                                                  | Posizione in classifica | Posizione in classifica | Posizione in classifica | RIAA              |
| Anno | Album                                                  | US EP                   | Hot 100                 | US                      | RIAA              |
| ---- | ------------------------------------------------------ | ----------------------- | ----------------------- | ----------------------- | ----------------- |
| 1956 | Elvis Presley                                          | —                       | 24                      | —                       | Gold              |
| 1956 | Elvis Presley                                          | —                       | —                       | —                       | —                 |
| 1956 | Heartbreak Hotel                                       | 5                       | 76                      | —                       | Gold              |
| 1956 | Elvis Presley                                          | 6                       | 55                      | —                       | Gold              |
| 1956 | The Real Elvis                                         | —                       | —                       | —                       | Platinum          |
| 1956 | Anyway You Want Me                                     | —                       | 74                      | —                       | —                 |
| 1956 | Elvis Vol. 1                                           | 4                       | —                       | —                       | 2× Multi-Platinum |
| 1956 | Love Me Tender                                         | 10                      | 35                      | 22                      | Platinum          |
| 1956 | Elvis Vol. 2                                           | —                       | 47                      | —                       | Gold              |
| 1957 | Strictly Elvis                                         | —                       | —                       | —                       | —                 |
| 1957 | Peace in the Valley                                    | 3                       | 39                      | 3                       | Platinum          |
| 1957 | Loving You, Vol. I                                     | 1                       | —                       | —                       | Gold              |
| 1957 | Loving You, Vol. II                                    | 4                       | —                       | 18                      | Platinum          |
| 1957 | Just for You                                           | 2                       | —                       | —                       | Platinum          |
| 1957 | Elvis Sings Christmas Songs                            | 2                       | —                       | —                       | Platinum          |
| 1957 | Jailhouse Rock                                         | 1                       | —                       | —                       | 2× Multi-Platinum |
| 1958 | King Creole Vol. 1                                     | 1                       | —                       | —                       | Platinum          |
| 1958 | King Creole Vol. 2                                     | 1                       | —                       | —                       | Platinum          |
| 1958 | Christmas with Elvis                                   | —                       | —                       | —                       | —                 |
| 1958 | Elvis Sails                                            | 2                       | —                       | —                       | —                 |
| 1959 | A Touch of Gold Vol. 1                                 | —                       | —                       | —                       | —                 |
| 1959 | A Touch of Gold Vol. 2                                 | —                       | —                       | —                       | —                 |
| 1960 | A Touch of Gold Vol. 3                                 | —                       | —                       | —                       | —                 |
| 1961 | Elvis by Request: Flaming Star and 3 Other Great Songs | —                       | 14                      | —                       | —                 |
| 1962 | Follow that Dream                                      | 5                       | 15                      | —                       | Platinum          |
| 1962 | Kid Galahad                                            | —                       | 15                      | 30                      | Gold              |
| 1964 | Viva Las Vegas                                         | —                       | 92                      | —                       | —                 |
| 1965 | Tickle Me                                              | —                       | 70                      | —                       | —                 |
| 1967 | Easy Come, Easy Go                                     | —                       | —                       | —                       | —                 |
| 1973 | Aloha from Hawaii Via Satellite                        | —                       | —                       | —                       | —                 |

## Singoli

### Anni cinquanta
- 19 luglio 1954 - That's All Right/Blue Moon of Kentucky (Sun Records, 209)
- 25 settembre 1954 - Good Rockin' Tonight/I Don't Care If the Sun Don't Shine (Sun, 210)
- 8 gennaio 1955 - Milkcow Blues Boogie/You're a Heartbreaker (Sun, 215))
- 10 aprile 1955 - Baby Let's Play House/I'm Left, You're Right, She's Gone (Sun, 217)
- 20 agosto 1955 - Mystery Train/I Forgot to Remember to Forget (Sun, 223)
- 27 gennaio 1956 - Heartbreak Hotel/I Was the One (RCA Victor, 20-6420 78 giri; 47-6420 45 giri)
- 4 maggio 1956 - I Want You, I Need You, I Love You/My Baby Left Me (RCA Victor, 20-6540 78 giri; 47-6540 45 giri)
- 21 luglio 1956 - Hound Dog/Don't Be Cruel (RCA Victor, 20-6604 78 giri; 47-6604 45 giri)
- 8 settembre 1956 - Blue Suede Shoes/Tutti Frutti (RCA Victor, 20-6636 78 giri; 47-6636 45 giri)
- 8 settembre 1956 - I Got a Woman/I'm Counting On You (RCA Victor, 20-6637 78 giri; 47-6637 45 giri)
- 8 settembre 1956 - I'm Gonna Sit Right Down and Cry (Over You)/I'll Never Let You Go (Little Darlin') (RCA Victor, 20-6638 78 giri; 47-6638 45 giri)
- 8 settembre 1956 - Tryin' To Get To You/I Love You Because (RCA Victor, 20-6639 78 giri; 47-6639 45 giri)
- 8 settembre 1956 - Blue Moon/Just Because (RCA Victor, 20-6640 78 giri; 47-6640 45 giri)
- 8 settembre 1956 - Money Honey/One-Sided Love Affair (RCA Victor, 47-6641)
- 8 settembre 1956 - Shake, Rattle And Roll/Lawdy, Miss Clawdy (RCA Victor, 47-6642)
- 28 settembre 1956 - Love Me Tender/Any Way You Want Me (RCA Victor, 47-6643)
- 4 gennaio 1957 - Too Much/Playing for Keeps (RCA Victor, 47-6800)
- 22 marzo 1957 - All Shook Up/That's When Your Heartaches Begin (RCA Victor, 47-6870)
- 11 giugno 1957 - (Let Me Be Your) Teddy Bear/Loving You (RCA Victor, 47-7000)
- 23 settembre 1957 - Jailhouse Rock/Treat Me Nice (RCA Victor, 47-7035)
- 23 settembre 1957 - Mean Woman Blues/Have I Told You Lately That I Love You? (RCA Victor, 47-7066)
- 7 gennaio 1958 - Don't/I Beg of You (RCA Victor, 47-7150)
- 1º aprile 1958 - Wear My Ring Around Your Neck/Doncha Think It's Time (RCA Victor, 47-7240)
- 10 giugno 1958 - Hard Headed Woman/Don't Ask Me Why (RCA Victor, 47-7280)
- 21 ottobre 1958 - One Night/I Got Stung (RCA Victor, 47-7410)
- 10 marzo 1959 - (Now and Then There's) A Fool Such as I/I Need Your Love Tonight (RCA Victor, 47-7506)
- 23 giugno, 1959 - A Big Hunk o' Love/My Wish Came True (RCA Victor, 47-7600)

### Anni sessanta
- Stuck on You/Fame and Fortune (23 marzo, 1960)
- It's Now or Never ('O sole mio) / A Mess of Blues (5 luglio, 1960)
- Are You Lonesome Tonight? / I Gotta Know (1º novembre, 1960)
- Surrender / Lonely Man (7 febbraio 1961)
- I Feel So Bad / Wild in the Country (2 maggio 1961)
- Little Sister / (Marie's the Name) His Latest Flame (8 agosto 1961)
- Can't Help Falling in Love / Rock-A-Hula Baby (22 novembre, 1961)
- Good Luck Charm / Anything That's Part Of You (27 febbraio 1962)
- No More (La paloma) (1962) - prima in Italia per due settimane
- She's Not You / Just Tell Her Jim Said Hello (17 luglio 1962)
- Return to Sender / Where Do You Come From (2 ottobre 1962)
- One Broken Heart For Sale / They Remind Me Too Much Of You (29 gennaio 1963)
- (You're the) Devil in Disguise / Please Don't Drag That String Around (18 giugno 1963)
- Bossa Nova Baby / Witchcraft (1º ottobre 1963)
- Kissin' Cousins / It Hurts Me (10 febbraio 1964)
- Kiss Me Quick / Suspicion (14 aprile 1964)
- What'd I Say / Viva Las Vegas (28 aprile 1964)
- Such a Night / Never Ending (14 luglio 1964)
- Ask Me / Ain't That Loving You Baby (22 settembre 1964)
- Blue Christmas / Wooden Heart (9 novembre 1964)
- Do the Clam / You'll Be Gone (9 febbraio 1965)
- Crying in the Chapel / I Believe In the Man In the Sky (6 aprile 1965)
- (Such An) Easy Question / It Feels So Right (28 maggio 1965)
- I'm Yours / (It's A) Long Lonely Highway (10 agosto 1965)
- Puppet on a String / Wooden Heart (20 ottobre 1965)
- Blue Christmas / Santa Claus Is Back In Town (26 ottobre 1965)
- Tell Me Why / Blue River (3 dicembre 1965)
- Joshua Fit The Battle Of Jericho / Known Only To Him (15 febbraio 1966)
- Milky White Way / Swing Down Sweet Chariot (15 febbraio 1966)
- Frankie and Johnny / Please Don't Stop Loving Me (1º marzo 1966)
- Love Letters / Come What May (8 giugno 1966)
- Spinout / All That I Am (13 settembre 1966)
- If Everyday Was Like Christmas / How Would You Like to Be (15 novembre 1966)
- Indescribably Blue / Fools Fall in Love (10 gennaio 1967)
- Long Legged Girl (With The Short Dress On) / That's Someone You Never Forget (28 aprile 1967)
- There's Always Me / Judy (8 agosto 1967)
- Big Boss Man / You Don't Know Me (26 settembre 1967)
- Guitar Man / Hi-Heel Sneakers (9 gennaio 1968)
- U.S. Male / Stay Away (28 febbraio 1968)
- You'll Never Walk Alone / We Call on Him (26 marzo 1968)
- Your Time Hasn't Come Yet / Let Yourself Go (21 maggio 1968)
- Almost In Love / A Little Less Conversation (3 settembre 1968)
- If I Can Dream / Edge of Reality (5 novembre 1968)
- Memories / Charro! (25 febbraio 1969)
- His Hand In Mine / How Great Thou Art (25 marzo 1969)
- In the Ghetto / Any Day Now (27 maggio 1969)
- Clean Up Your Own Backyard / The Fair Is Moving On (17 giugno 1969)
- Suspicious Minds / You'll Think of Me (26 agosto 1969)
- Don't Cry Daddy / Rubberneckin' (11 novembre 1969)

### Anni settanta
- Kentucky Rain / My Little Friend - 29 gennaio 1970
- The Wonder of You / Mama Liked the Roses - 20 aprile 1970
- I've Lost You / The Next Step Is Love - 14 luglio 1970
- You Don't Have To Say You Love Me / Patch It Up - 6 ottobre 1970
- I Really Don't Want To Know / There Goes My Everything - 8 dicembre 1970
- Rags To Riches / Where Did They Go, Lord - 23 febbraio 1971
- Life / Only Believe - 25 maggio 1971
- I'm Leavin' / Heart of Rome - 22 giugno 1971
- It's Only Love / The Sound of Your Cry - 21 settembre 1971
- Merry Christmas Baby / O Come, All Ye Faithful - 9 novembre 1971
- Until It Is Time For You To Go / We Can Make The Morning - 4 gennaio 1972
- He Touched Me / Bosom of Abraham - 29 febbraio 1972
- An American Trilogy / The First Time Ever I Saw Your Face - 4 aprile 1972
- Burning Love / It's A Matter of Time - 1º agosto 1972
- Separate Ways / Always on My Mind - 31 ottobre 1972
- Steamroller Blues / Fool - 4 marzo 1973
- Raised On Rock / For Ol' Times Sake - 22 settembre 1973
- I've Got A Thing About You Baby / Take Good Care of Her - 11 gennaio 1974
- If You Talk In Your Sleep / Help Me - 10 maggio 1974
- Promised Land / It's Midnight - 27 settembre 1974
- My Boy / Thinking About You - 4 gennaio 1975
- T-R-O-U-B-L-E / Mr Songman - 22 aprile 1975
- Bringing It Back / Pieces of My Life - 20 settembre 1975
- Hurt / For the Heart - 12 marzo 1976
- Moody Blue / She Thinks I Still Care - 29 novembre 1976
- Way Down / Pledging My Love - 6 giugno 1977

## Discografia in altri paesi

### Australia

#### Singoli
- 1956: That's All Right/Blue Moon of Kentucky (RCA of Australia, 10189)
- 1956: Good Rockin' Tonight/I Don't Care If the Sun Don't Shine (RCA of Australia, 10207)

### Canada

#### Singoli 78 giri
- 1956: That's All Right/Blue Moon of Kentucky (RCA Victor, 20-6380)
- 1956: Good Rockin' Tonight/I Don't Care If the Sun Don't Shine (RCA Victor, 20-6381)

#### Singoli 45 giri
- 1955: That's All Right/Blue Moon of Kentucky (RCA Victor, 47-6380)
- 1955: Good Rockin' Tonight/I Don't Care If the Sun Don't Shine (RCA Victor, 47-6381)

### Francia

#### Singoli
- 1971: Good Rockin' Tonight/I Don't Care If the Sun Don't Shine (RCA Victor, 49.817)

### Giappone

#### Singoli
- 1965: 今夜は快調！ = Good Rockin' Tonight / お日様なんか出なくてかまわない = I Don't Care If The Sun Don't Shine (Victor Company Of Japan, SS-1657)

### India

#### Singoli
- 1967: Good Rockin' Tonight/I Don't Care If the Sun Don't Shine (RCA Victor, 447-0602)

### Italia

#### Singoli 78 giri
- 1956: Heartbreak Hotel/I Was the One (RCA Italiana, A25V 0470)
- 1956: Blue Suede Shoes/I'm Counting On You (RCA Italiana, A25V 0509)
- 1956: Tutti Frutti/Tryin' To Get To You (RCA Italiana, A25V 0512)
- 1956: I'm Gonna Sit Right Down and Cry (Over You)/I'll Never Let You Go (Little Darlin') (RCA Italiana, A25V 0513)
- 1956: Don't Be Cruel/Hound Dog' (RCA Italiana, A25V 0515)

### Norvegia

#### Singoli 78 giri
- 1957: Good Rockin' Tonight/I Don't Care If the Sun Don't Shine (RCA, 20.6381)

### Nuova Zelanda

#### Singoli 78 giri
- 1957: That's All Right/Blue Moon of Kentucky (RCA - Radio Corporation Of New Zealand, 20.6380)

### Sud Africa

#### Singoli 78 giri
- 1956: That's All Right/Blue Moon of Kentucky (RCA Popular Record, 71.069)